# 鍋島正茂
鍋島 正茂（なべしま まさしげ）は、肥前鹿島藩の第2代藩主。後に5000石の旗本寄合となる。餅ノ木鍋島家の祖。

## 生涯

### 家督相続
慶長11年（1606年）、初代藩主・鍋島忠茂の長男として江戸で生まれる。寛永元年（1624年）に父が死去したため、家督を継いだ。寛永3年（1626年）に第3代将軍・徳川家光の上洛に従い、その後も幕命による軍役などを負担した。

### 養子問題
寛永13年（1636年）、本家の佐賀藩主で伯父にあたる鍋島勝茂が、自分の九男・直朝を養子に迎えるように求めてくる。正茂は31歳になっても嗣子に恵まれなかったのである。しかし、正茂はそれを拒否した。自らはまだ31歳であり、仮に子が生まれなかったら弟の茂久を跡継ぎにしようと考えていたからである。しかし勝茂は正茂に圧力をかけ、直朝を強引に養子とさせた。翌寛永14年（1637年）に、皮肉にも長男の正恭が誕生している。
このため勝茂との間に対立が生じ、寛永17年（1640年）に直朝が勝茂の後ろ盾によって従五位下に叙任すると、正茂に対して隠居を求めてくる。理由は正茂が当時の大名としては最も低い従六位下であるためとしたが、これは勝茂が圧力をかけて正茂の叙任を阻んでいたためでもあった。正茂はこの要求を拒否し、逆に「勝茂はかつて逆賊に与して御家の存続を危うくしたのを、我が父によって助けられたのを忘れたのか」とまで発言し、そしてこの理不尽さを幕府に訴えた。これが勝茂のさらなる激怒を買い、勝茂はその後も正茂に対して圧力をかけるようになった。

### 領地の放棄
寛永19年（1642年）、正茂は遂に勝茂の圧力に耐えかねて藩主の座と領地を捨て、鍋島本家とも義絶して江戸に去った。このため、直朝が第3代藩主になった。
正茂はその後、下総矢作5000石の旗本として幕府に仕え、書院番となっている。貞享3年（1686年）12月18日に死去、享年81。その後は、正恭、直旨（正恭の子）、長行（鍋島光茂の子）、直弼（水野忠直の子）、直益（直弼の子）、直賢（直益の子）と続く。

## 系譜
父母
- 鍋島忠茂（父）
- 隆子、仏晃院 ー 関部兵部の娘（母）

正室
- 永春院 ー 酒見氏

子女
- 鍋島正恭（長男）

養子
- 鍋島直朝 ー 鍋島勝茂の九男